# Osielec
Osielec – wieś w Polsce, położona w województwie małopolskim, w powiecie suskim, w gminie Jordanów, nad rzeką Skawą.
W latach 1954–1972 wieś była siedzibą gromady Osielec. W latach 1975–1998 wieś administracyjnie należała do województwa nowosądeckiego.

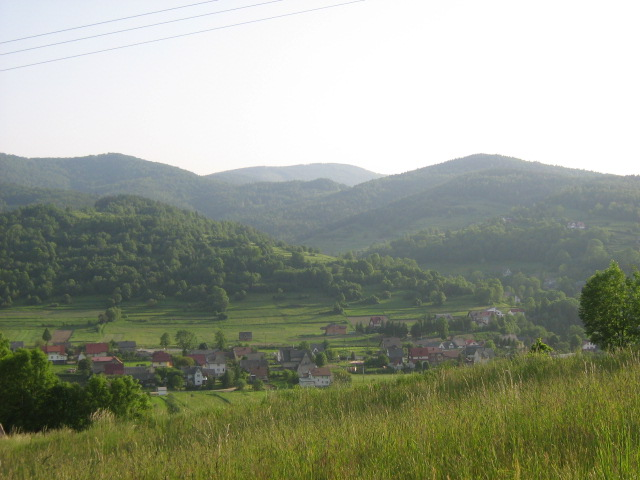
Widok na Osielec oraz pasmo Polic

W Osielcu urodził się Jan Ujczak (1898–1944), działacz niepodległościowy, odznaczony Orderem Virtuti Militari.
Po II wojnie światowej jeden z tzw. żołnierzy wyklętych, Zygmunt Szendzielarz, przebywał w Osielcu wraz z Lidią Lwow ps. „Lala”. 30 czerwca 1948 roku „Łupaszka” został schwytany przez UZB, a następnie przewieziony do Warszawy. 30 czerwca 2015 roku została odsłonięta tablica pamięci poświęcona Zygmuntowi Szendzielarzowi.

## Położenie

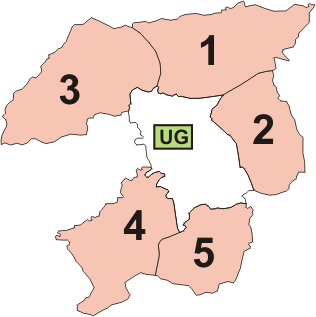
Osielec (3.) w gminie Jordanów

Osielec leży na pograniczu Beskidu Żywieckiego (Pasmo Polic) i Makowskiego. Od stacji PKP w Osielcu prowadzi  zielony szlak na Cupel (887 m n.p.m.) – szczyt, przez który biegnie (prowadzący przez pasmo Polic) Główny Szlak Beskidzki. Wieś położona jest przy drodze w połowie drogi między Jordanowem a Makowem Podhalańskim.
Graniczy: od wschodu ze Skomielną Czarną i Łętownią, od południa z Jordanowem i Bystrą, od zachodu z Juszczynem i Kojszówką, od północy z Wieprzcem i Żarnówką.

## Integralne części wsi
| przysiółki | Gąsiorówka, Jabconiowa |
| części wsi | Bachulowa, Balcarzówka, Bandurowa, Baranówka, Bogaczowa, Brodaniec, Brzanowa, Budowa, Charwatówka, Chodanówka, Dudkówka, Działkowa Dolna, Działkowa Górna, Głodkowa, Grzybkówka, Janikowa, Karbowa, Koniówkówka, Koprskowa, Kotowa, Kowalowa, Książkowa, Leśniakówka, Matułówka, Misarzówka, Morawówka, Niziołówka, Oleksówka, Pieskowa, Polany Jurkowe, Rusinowa, Sędrówka, Sępkówka, Słoninowa, Sołtystwo, Szyszkowa, Świstkowa, Wronkówka, Zagroda Błażkowa, Zagroda Ligusowa, Zagroda Ujczakowa, Zarębowa |

## Przemysł
W Osielcu jest dużo zakładów zajmujących się obróbką drewna, produkowana jest tu między innymi duża liczba palet oraz elementy do krzeseł, stołów itp. Rozwinięte jest także rolnictwo, uprawia się tu głównie ziemniaki i zboża (pszenica, żyto, owies, jęczmień). We wsi znajduje się jeden z większych w rejonie Europy wschodniej kamieniołomów piaskowca magurskiego założony przez Niemców w czasie II wojny światowej do pozyskania surowca na drogi. Po wojnie eksploatowany, by następnie w latach od ok. 1990 do 2004 pozostawać nieczynnym. 4 stycznia 2008 r. Olsztyńskie Kopalnie Surowców Mineralnych Sp. z o.o zakupiła 100% udziałów od prywatnego właściciela. We wsi jest również betoniarnia, skład budowlany oraz market handlowy „Skrzat”. W Osielcu obecna również jest oczyszczalnia ścieków, która ma zatrzymać wypuszczanie ścieków komunalnych do Skawy, ponieważ zasilać ona będzie Zbiornik Świnna Poręba, z którego woda pitna będzie trafiać na Śląsk.

## Kultura i religia
W Osielcu znajduje się szkoła podstawowa im. Karola Szymanowskiego.
Działalność duszpasterską na terenie wsi prowadzi Kościół rzymskokatolicki, parafia św. Apostołów Filipa i Jakuba, dysponująca 180-letnim kościołem parafialnym, w stylu neoklasycystycznym.
Wieś jest również aktywna w sporcie, jest w niej drużyna piłkarska GKS „Świt Osielec” podzielona na seniorów, juniorów, trampkarzy oraz drużyna siatkarska „Osielski Kamień” (którą już dawno rozwiązano) składająca się z uczniów miejscowej szkoły. W Osielcu znajduje się również tor motocrossowy na Przykcu.